# Depo Hostivař (stație de metrou din Praga)

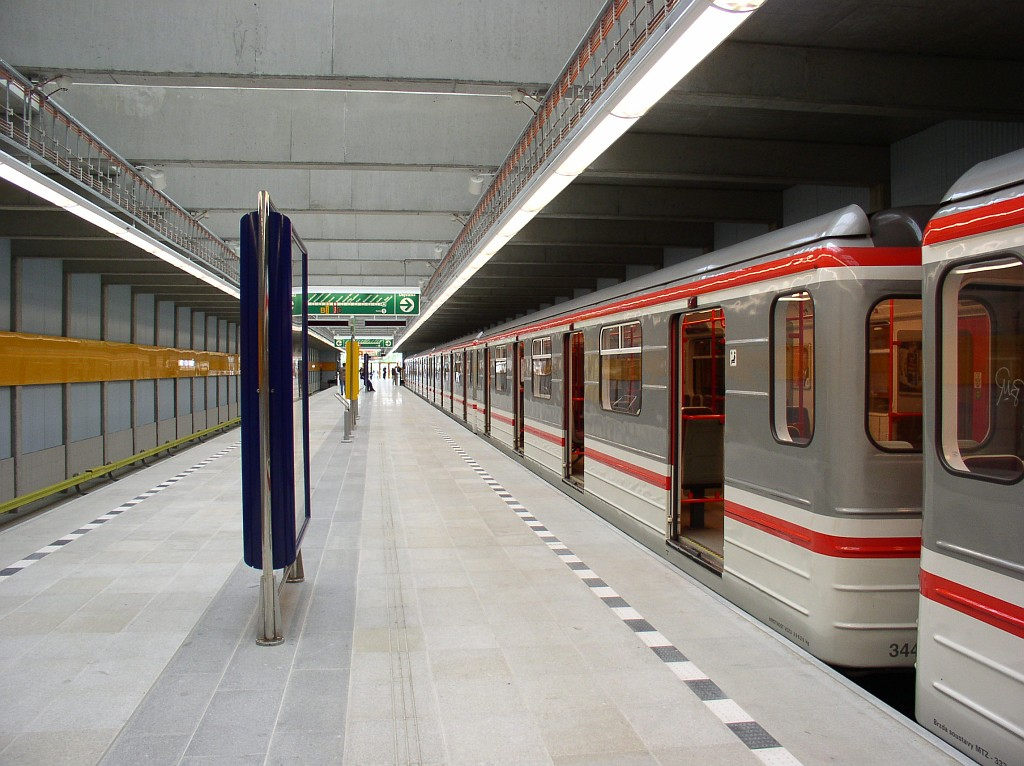
Staţia Depo Hostivař

Depo Hostivař este o stație a metroului din Praga, situată pe linia A. Stația este capătul estic al liniei A și a fost deschisă pe 26 mai 2006.